# Dear Jessie
A Dear Jessie című dal az amerikai énekesnő Madonna ötödik kimásolt kislemeze a Like a Prayer című negyedik stúdióalbumáról. A dalt a Sire Records jelentette meg 1989. december 4-én. A dalt Madonna és Patrick Leonard írta. A dalt Leonard lánya Jessie ihlette. A "Dear Jessie" az Egyesült Királyságban jelent meg, más európai országban, valamint Ausztráliában, és Japánban csupán limitált kiadásban lehetett hozzáférni. A dal inkább gyermekdal, mint popdal, melyben húros hangszerek, szintetizátor, és akusztikus hangszerek hallatszanak. A dal tempója a trombiták belépésével változik meg. Lírai szempontból a dal egy pszichedelikus fantáziájú tájat idéz elő, melyben rózsaszín elefántok, táncoló holdak, és sellők vannak.
A "Dear Jessie" megjelenésekor a dal vegyes értékeléseket kapott a kritikusoktól, akik úgy érezték, hogy a dal fantázia képei túlbecsültek, ám elismerik a dalt. Más értékelők a The Beatles zenéjéhez hasonlították. A dal kereskedelmi szempontból mérsékelt siker volt. Az Egyesült Királyságban és Írországban Top 10-es dal, Németországban, Spanyolországban, és Svájcban Top 20-as helyezést ért el. A "Dear Jessie" videóklipje és az élő fellépések közötti hasonlóságok ábrázolása animációkat mutat, egy kislányt, aki felébred ágyában, és kapcsolatba lép fantáziafigurákkal. Madonna a videóban csak egy rajzos Tinker Bell típusú tündérként jelenik meg.

## Előzmények
Amikor Madonna 1988-ban elkezdett dolgozni negyedik stúdióalbumán, a Like a Prayeren, különös érzelmi állapotban volt, miután elvált férjétől Sean Penntől, valamint akkor ünnepelte 30. születésnapját, valamint kedvezőtlen színészi alakításai is hatással voltak rá. Elgondolkodott azon, hogy saját személyes dolgai az album zenei iránya is lehetne. Mialatt Madonna fontolóra vette alternatíváit, Patrick Leonard, és Stephen Bray saját zenei ötleteikkel kísérleteztek.
Egy nap, amikor a címadó dal felvétele zajlott a Johnny Yuma Stúdióban, Leonard elhozta lányát Jessie-t az iskolából, és mivel a felesége nem volt a városban, ezért Jessievel a stúdióban érkeztek. Madonna, aki kezdetben mérges volt, hogy Leonard késett, Jessie-vel játszott. Madonna megjegyezte: "Olyan volt, mintha én és az anyám együtt lennénk, és újra játszanánk a hátsó udvarban". Leonard látta Madonna és lánya közös játékát, és megírta a dalt, melyet lánya inspirált. Madonna megváltoztatta a dalszövegeket, és beleegyezett a dal rögzítésébe, miközben a Like a Prayer című dalt vették fel. A dal három nap alatt elkészült.
A "Dear Jessie" negyedik kislemezként került kiadásra Európában, míg Ausztráliában és Japánban az album 5. kislemeze volt. Az Egyesült Államokban soha nem jelent meg. A kislemez borítóját Herb Ritts készítette. Madonna egy ágyban fekszik, egy párnával, és Minnie egér fülekkel látható. A fénykép Madonna korai kritikájára hivatkozott, miszerint olyan a hangja, mint Minnie egérnek, aki héliumos hangon énekel.

## Összetétel
Rikky Rooksby a The Complete Guide to the Music of Madonna szerzője szerint a "Dear Jessie" inkább egy gyerek altatódal, mint egy popdal. A barokk pop és a pszichedelikus pop dal, húros hangszerekkel kezdődik, egy örömteli dallamot elindítva ezzel. Madonna teljes hangerővel énekel. A versék háttérhangok nélkül, Madonna énekhangját kísérik. A refrénben, amikor a "Pink elephants and lemonades, Dear Jessie hear the laughter raining on your love-parade" című sorokat énekli, egy másik ének összefonódik az énekesnő hangjával, és folyamatosan énekli a "La-la" szavakat. A második verse során szintetizátor hang, és akusztikus hangok hallatszanak, majd a kórus ismétlése, a tempó változása megváltozik, amikor gyerek nevetés hallatszik a dalban.
Amint Madonna befejezi a köztes sorok éneklését a "Close your eyes, sleepy-head, It is time for your bed, Never forget what I said, Hang on..." a fő ritmus mellett megjelenik a trombita. A spanyol zene a vonós hangszerek hangmagasságának változását idézi. A dal végén az összes hangszer és ének elhalkul, kivéve a zenekart, mely vékony és magas hangon szól, mintha egy torz rádióból hallatszana a hangja. A dalszövegek arra ösztönzik Jesse-t, a kislányt, hogy használja fantáziáját. Egy pszichedelikus tájat idéz, ahol rózsaszín elefántok, táncoló holdak, és sellők vannak. Hivatkozással a mesefigurákra, és a közös képet alkotó egymással játszó gyermekekről.
A dal kottája közös üzemjelzéssel 120 BPM / perc tempójú. A 4/4-ben íródott dal üteme megváltozik a második kórus után, és 3⁄4-re változik. A zene D-dúr-ban van ekkor. Madonna hangja C 3- és D 5 között váltakozik. A dal akkordjainak előrehaladtával a versek Bm – A – Bm – D – A sorozatokat követ, és a kórusban D – Bm – G – A – D-re változik.

## Kritikák
Santiago Fouz-Hernández a Madonna Drowned Worlds című könyvében megjegyezte, hogy őt a dal megrázkódtatásként érte, mely a lányosság és a nőiesség skáláján mozog. Christopher P. Andersen a Madonna: Unauthorized szerzője a "Dear Jessie"-t a körhinta és a rózsaszín elefántok közötti szellemi pszichedelikus édességének írta le, hozzátéve, hogy a dal visszatér ahhoz az altatódalhoz amelyet az anyák énekeltek a gyermekeiknek. Robin Anne Reid a Women in Science Fiction and Fantasy: Overviews szerzője szerint az a fantázia, melyet Madonna felidéz, perverz és szexuális irányba megy el, a mermaidok, az ifjúság szökőkutainak, a mágikus lámpások világába is belemerülhet, mint azt a "Dear Jessie" is mutatja.
Lucy O'Brien a Madonna: Like an Icon szerzője a dalt úgy jellemezte, hogy visszatért a gyermeki ártatlansághoz, ám úgy érezte, hogy Madonna eltúlozza ezeket a bonyolult fantáziaképeket. O'Brien kedvelte Madonna későbbi kísérleteit, hogy altatódal szerű dalokat énekeljen a Bedtime Stories (1994) és az American Life (2003) albumokon. Edna Gunderson az USA Today-tól a dalt egy "cukros altatódalnak" nevezte, miközben úgy döntött, hogy nem fog a dalra úgy tekinteni, mint ami megmarad az emlékezetekben. A Chicago Tribune-tól Ian Blair dicsérte a nyugtató zene minőségi összetételét. Richard Harrington (The Washington Post) a dal következtetéseiből azt vonta le, hogy a dallal Madonna visszatért saját anyai érzéseihez, azokhoz az érzésekhez, amelyek anyja korai halála miatt nem tudott megszerezni anyjától. A Like a Prayer album áttekintésekor Mike Menthos a Los Angeles Daily News-től nem volt lenyűgözve a "Dear Jessie"-től, és megjegyezte, hogy Madonna hangjában nincs semmi erő, semmi érzelem a neo-barokk stílushoz, mint például az Oh Father című dalban. Sal Cinquemani a Slant Magazintól keserű édes emlékeztetőnek nevezte a dalt, mely ártatlanságunkat és képzeletünket szárnyalja túl. A dal Madonna és Patrick Leonard közös együttműködésének eredményének varázsát tanúsítja, habár az USA-ban nem adták ki a kislemezt.
Számos kritikus hasonlította össze a "Dear Jessie"-t a The Beatles munkájával. Allen Metz a The Madonna Companion: Two Decades of Commentary szerzője a dal összetételét úgy jellemezte, hogy "szép-pasztell" mely gazdag hangzásvilágú. Úgy gondolta, hogy ez a dal jobban illeszkedne a The Beatles 1969. évi filmzene albumához a "Yellow Submarine-hez. A Beatles befolyását szintén észrevette a The New York Times-től Stephen Holden, aki a "Dear Jessie"-nek a késői Beatles stílusú pszichedelikus mintát jelölte meg. Joey Levy a "Dear Jessie"-t lenyűgözőnek nevezte, és a dalra ezt mondta: "Wow! ez ügyes!" Hozzátette, hogy a dal úgy hangzott, mintha Prince énekelt volna a The Beatles 1967-es Sgt. Pepper's Lonely Hearts Club Band című albumán. Kevin Phinney összehasonlította a dalt John Lennon egyéni munkáival, és azon tűnődött, hogy Madonna miként tudott megbirkózni ezzel a dallal, mivel a Like a Prayer zeneszámok többsége tele van ötletekkel, és kettős jelentéssekkel.

## Sikerek
A "Dear Jessie" az Egyesült Királyság kislemezlistáján a 9. helyen debütált az 1989. december 16-i héten. Két hét elteltével a dal az 5. helyre esett, és két hétig maradt ebben a pozícióban. Az angol kislemezlistán összesen 9 hétig tartózkodott, és ezüst minősítést kapott a Brit Hanglemezgyártók Szövetsége által a 200.000 eladott példányszám alapján, mely a hivatalos adatok szerint 2008 augusztusáig 255.000 példányban került értékesítésre. Ausztráliában a dal az ARIA listán az 51. helyezést érte el két egymást követő héten. A japán nemzetközi kislemezlistán a "Dear Jessie" Top 40-es helyezés volt, de nem tudott feljebb lépni a 25. szám fölé. Németországban a dal a 19. helyezést érte el. A listán összesen 19 héten át volt helyezés. Írországban a dal a 3. helyezést érte el, és összesen hat héten keresztül volt helyezett. A dal nem volt Top 20-as Ausztriában, és két hétig szerepelt a listán. Spanyolországban, és Svájcban nem sikerült bekerülnie az első tíz helyezett közé, és így a 17. és a 16. helyezést érte el a dal. A Music & Media általi Eurochart Hot 100-as listán a dal a 9. helyezett volt.

## Videóklip
A dalhoz készült videoklipet a londoni Animation City animációs cég készítette. Derek Hayes rendezte. A videó animációs rajzos videoklip, mely nem jellemző Madonnára. A klipben Madonna Tinker Bell szerű tündérként jelenik meg. Hayes mellett hat animátor is dolgozott a klipen, akik a fantáziaképet készítették. A klip szerepelt az 1990-es promóciós videó összeállításban, a She's Breathless címűben.
A videóban egy kislány látható, amint az ágyában alszik. A zene elindulásakor a rádióból fénysugarak jutnak ki, ahol rajzolt hegedűk zenét játszanak. A nap felmegy, és a lány felébred, majd elkezd játszani a babájával. Egy tündér körül játszik minden játék a padlón, és az arany teáskanna életre kell, és szivárványt lövell ki a kiöntőjéből. A lány rajzolt változata lecsúszik a szivárványon, és a dal szövegeinek értelmezésével elkap egy eső csillagot, majd a hold fölé rohan.
A második versnél rózsaszín elefántok lebegnek a lány ágya fölött, és megjelenik Madonna animált tündér változata, és kacsint. Egy másik képen mitológiai és mesebeli lényeket, sárkányokat, hercegeket, egyszarvúakat, valamint egy várat mutat, ahol Madonna a holddal táncol. Egy víz alatti jelenet során sellőkkel és halakkal követi a lányt, majd a lány szobájának összes játéka életre kell. A dal végén a tündér megcsapja a lányt aki ásít, majd elalszik. A játékok ismét olyan állapotba kerülnek, melyek előtte voltak. A hegedűk és a hangszerek folyamatosan elhalványulnak a rádióban, és a dal véget ér.

## Feldolgozások
A dalt 1999-ben Rollergirl német énekesnő dolgozta fel. A dal legjobb helyezését Dániában érte el, ahol a 2. helyezett volt.

## Számlista
- UK 7" single/7" picture disc

1. "Dear Jessie" – 4:20
2. "Till Death Do Us Part" – 5:09

- UK 12" single/CD single

1. "Dear Jessie" – 4:20
2. "Till Death Do Us Part" – 5:09
3. "Holiday" (12" version) – 6:20

## Közreműködő előadók
- Madonna – ének, dalszerző, producer
- Patrick Leonard – dalszerző, producer, hangszerelő , keverés
- Bill Meyers – rendező, keverő
- Chuck Findley – rendező, trombita
- Nadirah Ali – háttérvokál
- Rose Banks – háttérvokál
- Guy Pratt – dobprogramozás , szintetizátor
- Paulinho da Costa – ütőhangszerek
- Herb Ritts – borító fotók

## Slágerlista
| Slágerlista (1989–1990)                  | Legjobb helyezések |
| ---------------------------------------- | ------------------ |
| Australia (ARIA)                         | 51                 |
| Ausztria (Ö3 Austria Top 40)             | 21                 |
| European Airplay Top 50 (Music & Media)  | 1                  |
| European Hot 100 Singles (Music & Media) | 9                  |
| Írország (IRMA)                          | 3                  |
| Hollandia (Top 40)                       | 25                 |
| Hollandia (Single Top 100)               | 25                 |
| Spain (AFYVE)                            | 17                 |
| Svájc (Schweizer Hitparade)              | 16                 |
| Egyesült Királyság (UK Singles Chart)    | 5                  |
| Németország (Media Control Charts)       | 19                 |

| Slágerlista (1990)               | Helyezés |
| -------------------------------- | -------- |
| Germany (Official German Charts) | 94       |

## Minősítések
| Ország                   | Minősítés | Eladás  |
| ------------------------ | --------- | ------- |
| Egyesült Királyság (BPI) | Ezüst     | 255.000 |